# Mirek Kaufman

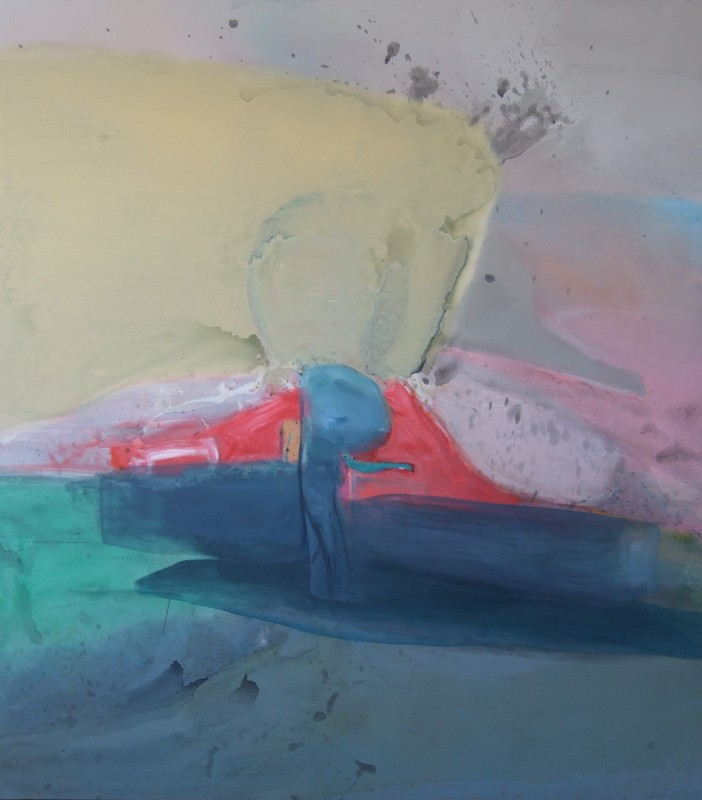
Mirek Kaufman - Tam.

Mirek Kaufman (* 15. dubna 1963, Žatec) je současný český malíř.

## Biografie
V letech 1983–1989 studoval na Akademii výtvarných umění v Praze a na École nationale supérieure des beaux-arts v Paříži. V letech 1990–1994 pobýval na studijních pobytech střídavě ve Francii a ve Švýcarsku (1991–1992: Paříž, 1992–1993: Ženeva, ARTES, Fondation Samuel Buffat, 1993: Epernay, 1993–1994: La Chaux-de-Fonds).

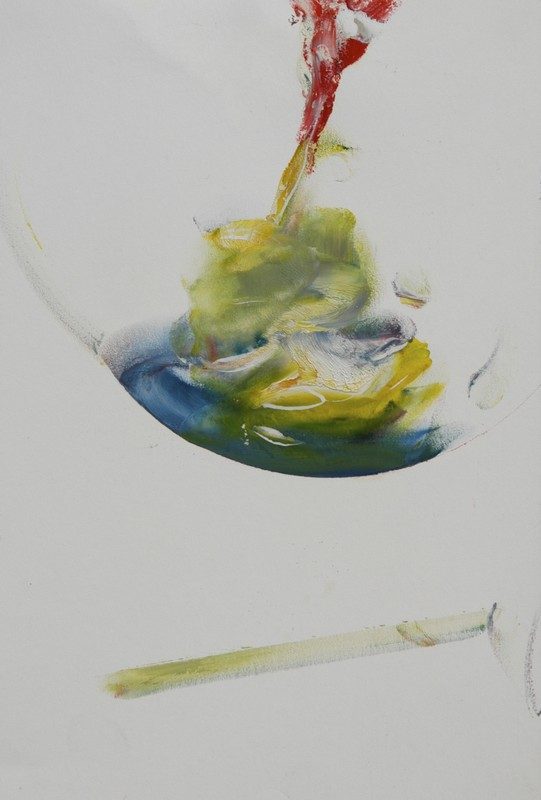
Mirek Kaufman - Pohled shůry

Od počátku je tvorba Mirka Kaufmana založena na práci s barvou a skládá se z rozsáhlejších obrazových cyklů. Svou inspiraci autor nachází v neohraničeném prostoru kosmologie či vědeckého experimentu, ale i v jiných oblastech. Jako příklad takto pojatých projektů lze z chronologie jeho tvorby uvést cyklus Tmavomodrý samet, volně inspirovaný neklidnými vodami Davida Lynche, sérii Pod povrchem, která mapuje minimalistické události v mikrosvětě, spolupráci s vědci z francouzského INSERMU, která se stala motivací pro projekt Mezi vědou a barvou. Obrazy vystavené pod názvem Do neznáma směřovaly do blízkého či vzdáleného vesmíru, o kterém si každý z nás vytváří zcela jedinečnou vlastní iluzi. Limitovaná škála i plynulé prolínání barevných vrstev již směřují k obsáhlému projektu z nedávné doby, který nese název Tekuté písky. Zde se autor vyjadřuje k mezním možnostem práce s barvou. Pro jeho malbu je tu charakteristická právě její tekutost, která v přeneseném významu v sobě nese i pocity nestability a ohrožení.
I přes toto tematické ukotvení přistupuje malíř k obrazu zcela svobodně a často bez předchozí přípravy pracuje volně s barevnou hmotou. I když prostorové i tvarové abstrahování patří k základním znakům jeho tvorby, snaha o zachycení fyzické stránky lidské existence jej provází od jeho prvních malířských pokusů.
Kromě malby, která je jeho hlavním oborem, se věnuje i fotografii a příležitostně i grafickému designu a tvorbě autorských knih. I v těchto paralelních činnostech je vždy dominantní snaha o propojení daného média se světem malby. Fotografické cykly jsou tak svým pojetím často na samé hranici mezi obrazem čistě fotografickým a přesahem plynule navazujícím na malbu.
V posledních letech se zabývá prací na více souvisejících cyklech převážně velkých formátů, které byly pod pracovním názvem "Tekutá malba" několikrát prezentovány v Čechách i v zahraničí.
Oblíbený citát z dějin moderního výtvarného umění – týká se malíře Balthuse a jeho postoje k vlastním životopisným údajům: ... Když Balthuse před jeho retrospektivou v londýnské Tate Gallery v roce 1965 požádal kurátor John Russel o nějaké biografické informace, poslal mu malíř krátký telegram:
"Žádné životopisné detaily. Začněte: Balthus je malíř, o němž se nic neví. Nyní se podívejme na jeho obrazy. S pozdravem B."

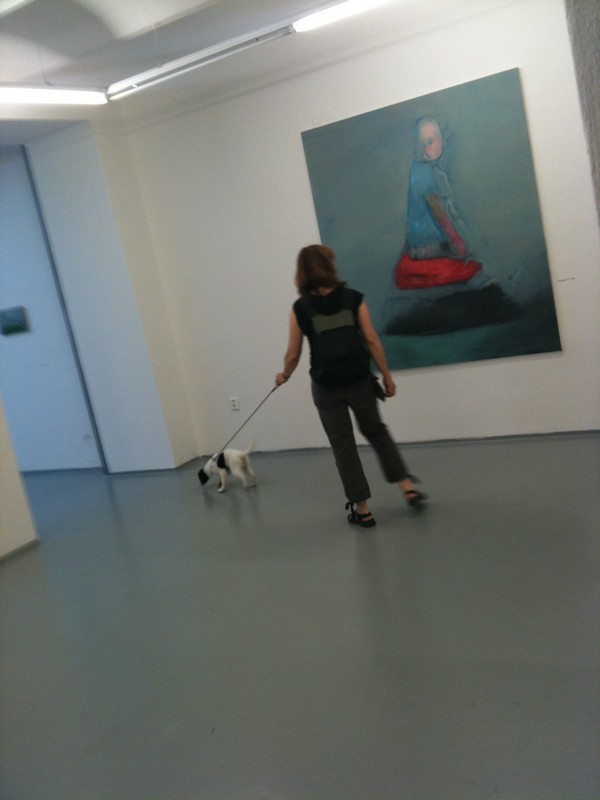
Galerie ARS z cyklu Tekuté písky

## Samostatné výstavy
- 1989 – Galerie Bernanos, Paříž, Francie
- 1990 – Galerie Kunsthuis, Enschede, Holandsko
- 1991 – Galerie Michèle L.B., Paříž, Francie
- 1992 – Galerie Au Virage, Séprais, Švýcarsko
- 1993 – Palazzo Morettini, Locarno, Švýcarsko
- 1994 – Galerie Nelly L’Eplattenier, La Chaux-de-Fonds, Švýcarsko
- 1994 – Galerie A. Philippon, Lausanne, Švýcarsko
- 1995 – Galerie MK, Jihlava
- 1996 – Galerie Bratří Čapků, Praha
- 1996 – Galerie Portheimka, Praha
- 1997 – Galerie P&M, Zlín
- 1997 – Galerie Synagoga, Hranice
- 1998 – “Tmavomodrý samet”, Galerie Fronta, Praha
- 1998 – Banka Austria Creditanstalt, Praha
- 1998 – Galerie Chagall, Karviná
- 1999 – Galerie Les Lumières, Nanterre, Francie (společně s Anne Bonnin)
- 1999 – Galerie JNJ, Praha
- 1999 – KPMG Berlín, Německo
- 1999 – Galerie ARTIS, Lausanne, Švýcarsko
- 2000 – “Regards Complices – Spiklenecké pohledy“, Centrum Wallonie-Bruxelles, Praha (společně s Jean-Pierre Můllerem)
- 2001 – East-West Institute, Praha
- 2002 – “Sous la Surface“, Galerie L’Acadie, Cajarc, Francie
- 2002 – “Vysocké elegie“, Vlastivědné muzeum Vysoké nad Jizerou
- 2003 – “Entre Science et Couleur“, INSERM, Hotel de Ville de Chatenay-Malabry, Francie (společně s Rodolphe Fischmeisterem)
- 2003 – „Barevný experiment“, Vlastivědné muzeum Vysoké nad Jizerou
- 2004 – „Magie hmoty“, Galerie Kai de kai, Praha 2004 -”Opera Chemica“, Prácheňské muzeum Písek
- 2005 – Galerie ARS, Brno
- 2006 – "Pod vysokým nebem", Vlastivědné muzeum Vysoké nad Jizerou
- 2006 – "Do neznáma", Galerie Beseda, Ostrava
- 2006 – Galerie CROUS Beaux-Arts, Paříž, Francie
- 2009 – Czech Point Berlin
- 2010 – "Tekuté písky/1", Rabasova galerie, Rakovník
- 2010 – "Tekuté písky/2", Galerie ARS, Brno
- 2010 – Tekutá malba, Embassy Art, Peking, Čína
- 2011 – Tekutá malba, Galerie Bloom, 798 Art District, Peking, Čína
- 2013 – Úhel pohledu, Galerie Kinský, Kostelec nad Orlicí
- 2015 – Tíha lehkosti, Severočeská galerie výtvarného umění v Litoměřicích
- 2016 – FACETIME / ČAS TVÁŘE, Galerie Petr Novotný, Praha
- 2019 – POZOROVACÍ POLE / OBSERVATION FIELD, Galerie Petr Novotný, Praha
- 2019 – MIXED EMOTIONS, Prostor 228, Liberec

## Skupinové výstavy
- 1988 – I. Bienále uměleckých škol Evropy, Toulouse, Francie
- 1989 – II. Bienále uměleckých škol Evropy, Antverpy, Belgie
- 1989 – Galerie Bernanos, Paříž, Francie
- 1990 – Jazz club Reduta, Praha
- 1992 – Středoevropská galerie, Praha
- 1992 – Centre culturel, Epinay sur Seine, Francie
- 1993 – Galerie Art Programme, Ženeva-Carouge, Švýcarsko (společně s André Dussoix a Wilfried Aegerterem)
- 1995 – Bell’Usine, Ženeva-Carouge, Švýcarsko
- 1996 – Přehlídka českého umění, Venray, Holandsko
- 1996–2000 – Umělecká beseda, Mánes, Praha
- 1997 – University de Paul, Chicago, USA
- 1997 – Galerie Tallstrasse, Halle, Německo
- 1999 – Sai Gallery, New York, USA
- 1999 – Kolorismus, Severočeská galerie výtvarného umění Litoměřice
- 1999 – “Hommage à Kafka”, Augsburg – Praha, Tančící dům
- 2000 – MAC 2000, Paříž, Francie
- 2001 – MAC 2000, Paříž, Francie
- 2002 – Galerie Dung Bui, Paříž, Francie
- 2002 – “Gris de Novembre“, galerie L’Acadie, Cajarc, Francie
- 2003 – Art Prague, Mánes, Praha
- 2003 – Umělecká beseda 1863–2003, Galerie hlavního města Prahy
- 2005 – Art Prague, Mánes, Praha
- 2005 – “Parafráze”, Galerie výtvarného umění Litoměřice
- 2007 – “Vědomí o člověku”, Západočeská galerie Plzeň, Galerie Mánes, Praha
- 2007 – Umělecká beseda, Muzeum a galerie Orlických hor v Rychnově nad Kněžnou, Novoměstská radnice Praha, Galerie výtvarného umění v Mostě
- 2009 – Mini UB, Galerie Vltavín Praha
- 2009 – “Věčná pomíjivost”, Severočeská galerie výtvarného umění v Litoměřících
- 2009 – “Farbvisionen aus Prag”, Kleisthaus, Berlin
- 2011 – “Terra non firma”, Kartografie Praha
- 2013 – Umělecká beseda, Galerie N, Jablonec nad Nisou
- 2013 – V umění volnost, Clam-Gallasův palác, Praha
- 2013 – UB Letadlo Dům umění Opava
- 2013 – Doma, Galerie Františka Drtikola Příbram
- 2014 – Umění, které se mnou bydlí, Galerie města Trutnova
- 2014 – Jamming, Ukradená galerie, Praha
- 2017 – Krajina, Nová galerie, Praha
- 2017 – Jamming, DOX, Praha

Zastoupen v řadě sbírek v České republice, Francii, Belgii, Švýcarsku, Německu, USA i jinde.

## Ocenění
- 1999 – Hommage à Kafka, Augsburg, Německo